# Vulcão Tinguiririca
O Tinguiririca é um vulcão ativo localizado na província de Colchagua, região de O'Higgins, no Chile, próximo à fronteira com a Argentina.
Possui 4260 m de altitude e 26,6 km² de área em sua base. Sua última erupção registrada ocorreu em 1917.
Em 1972, o vôo 571 da Força Aérea Uruguaia caiu próximo de suas encostas com a equipe de rúgbi do país a bordo, desencadeando uma série de eventos que ficaram conhecidos como O Milagre dos Andes, no qual o grupo de sobreviventes teve que recorrer ao canibalismo.